# Saint-Léger-de-Rôtes
Saint-Léger-de-Rôtes ist eine französische Gemeinde mit 456 Einwohnern (Stand: 1. Januar 2022) im Département Eure in der Region Normandie. Sie gehört zum Arrondissement Bernay und zum Kanton Bernay. Die Einwohner werden Légerôtois genannt.

## Geografie
Saint-Léger-de-Rôtes liegt auf der Grenze des Pays d’Ouche zum Lieuvin. Umgeben wird Saint-Léger-de-Rôtes von den Nachbargemeinden Plasnes im Norden und Nordwesten, Nassandres sur Risle im Norden, Serquigny im Osten, Fontaine-l’Abbé im Süden und Südosten, Menneval im Westen und Südwesten sowie Valailles im Westen und Nordwesten.
| Jahr      | 1962 | 1968 | 1975 | 1982 | 1990 | 1999 | 2006 | 2013 |
| --------- | ---- | ---- | ---- | ---- | ---- | ---- | ---- | ---- |
| Einwohner | 317  | 354  | 405  | 444  | 465  | 426  | 421  | 403  |

## Sehenswürdigkeiten
- Kirche Saint-Pierre, seit 1993 Monument historique
- Kirche Saint-Léger, seit 1993 Monument historique
- Schloss aus dem 18. Jahrhundert

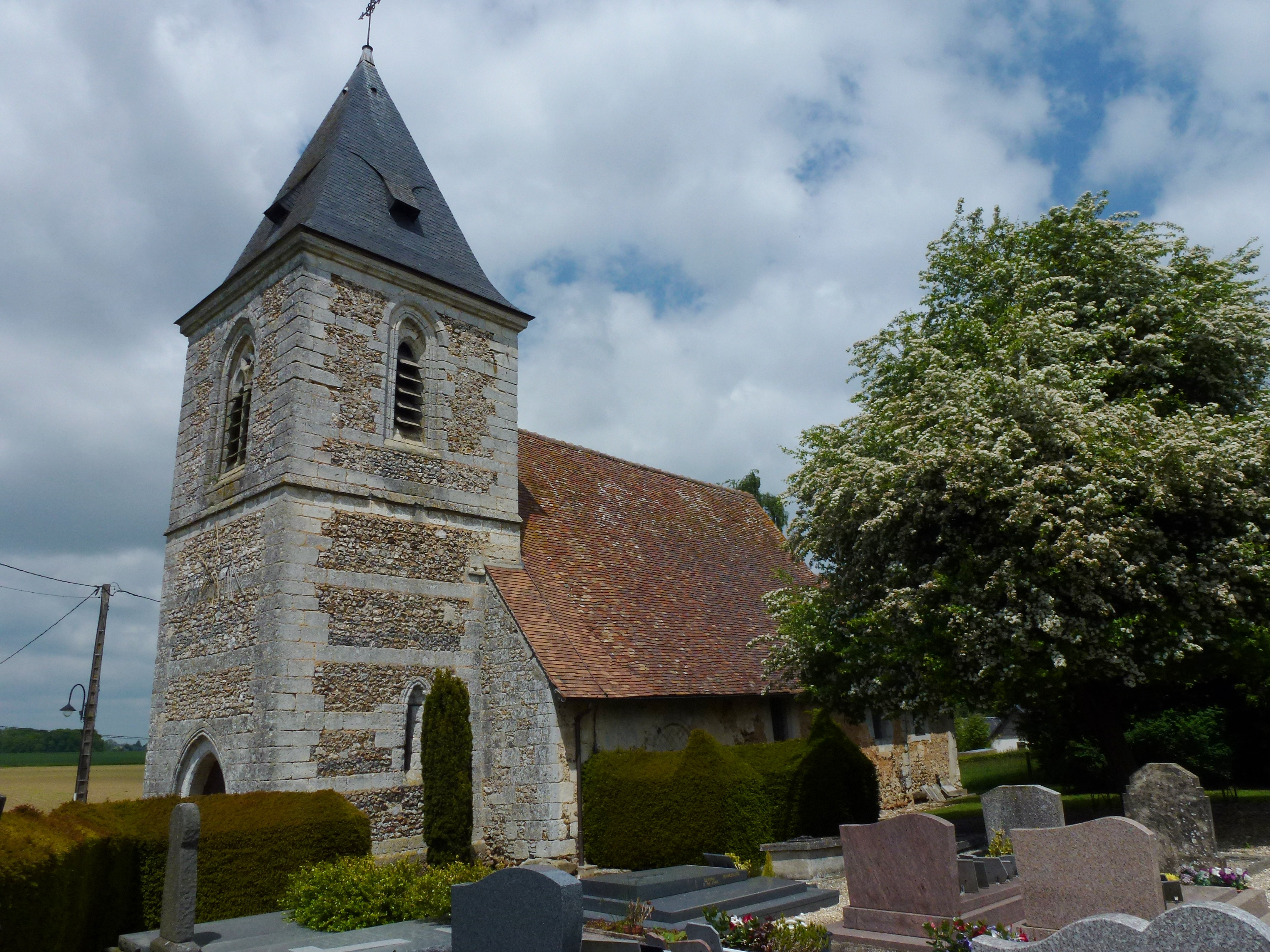
Kirche Saint-Pierre
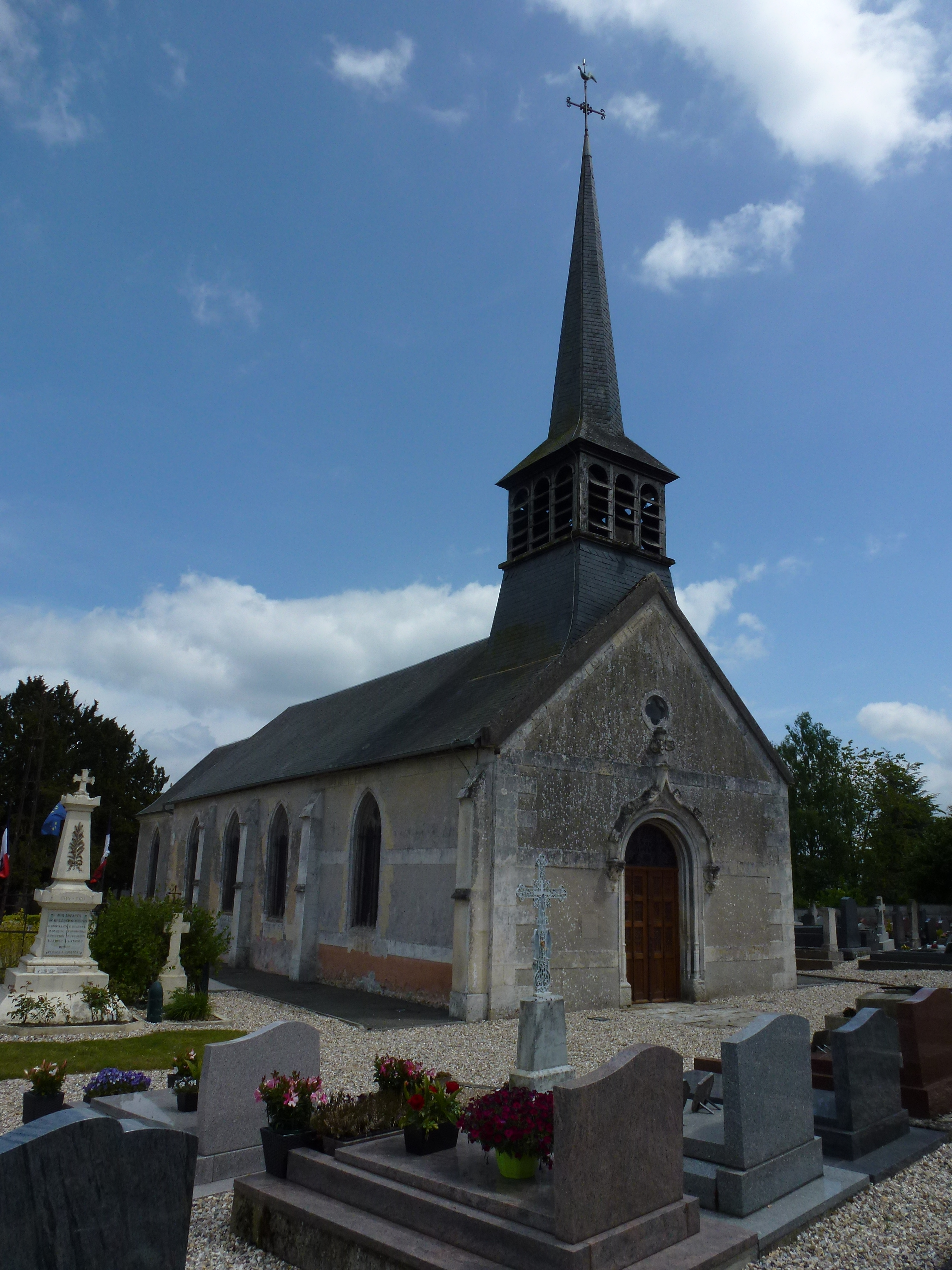
Kirche Saint-Léger
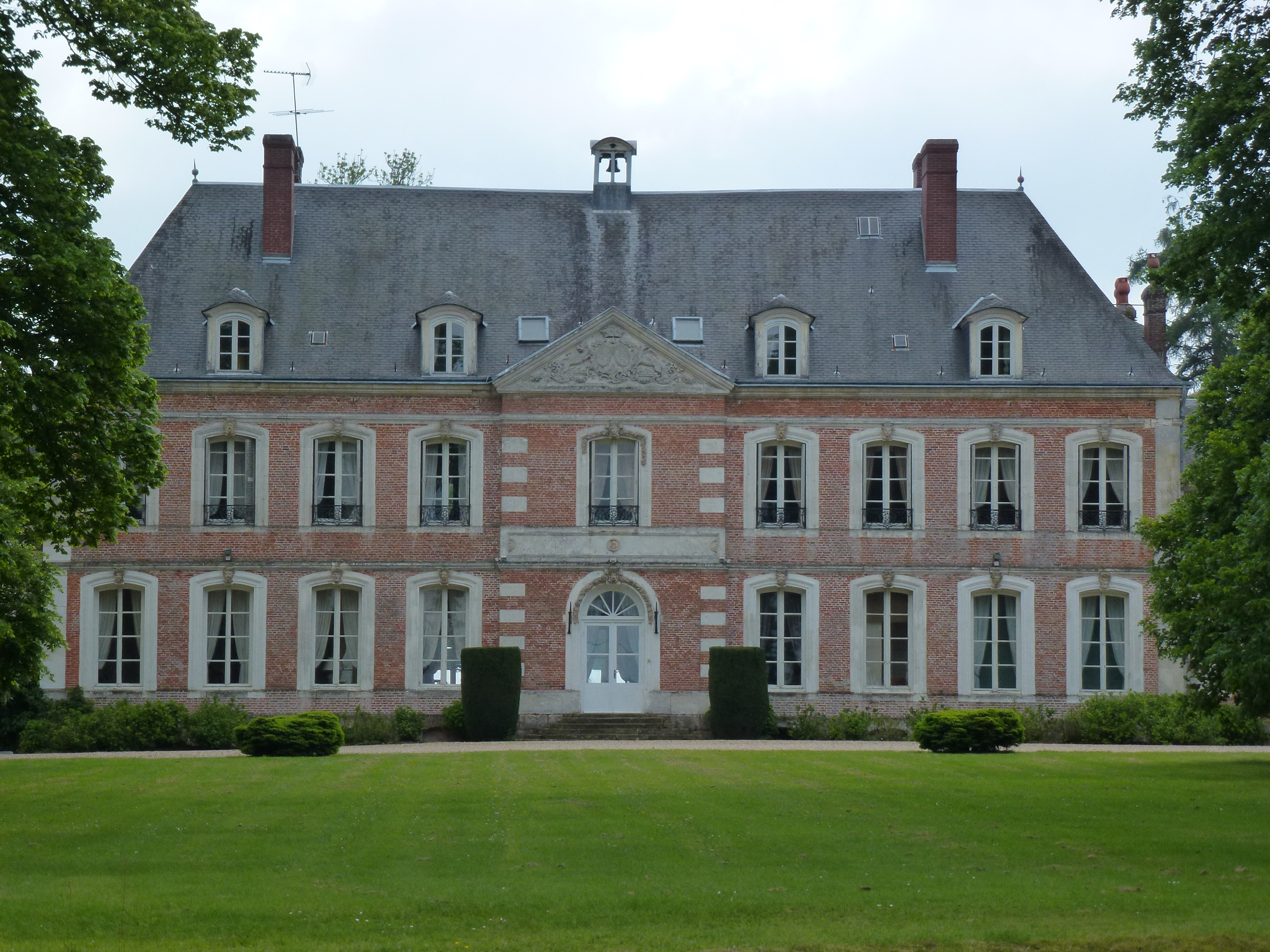
Schloss